# Карабиц, Иван Фёдорович
Иван Федорович Карабиц (укр. Іван Федорович Карабиць, 1945—2002) — советский и украинский композитор, дирижёр, музыкально-общественный деятель. Народный артист УССР (1991). Почётный гражданин Торецка.

## Биография
Родился 17 января 1945 года в греческой семье в деревне Ялта (ныне Мангушского района Донецкой области Украины). В раннем детстве вместе с родителями уехал из Ялты. Дальнейшая его жизнь прошла в Торецке, Бахмуте, Киеве и гастрольных поездках.
В 1971 году окончил КГК имени П. И. Чайковского (теперь Национальная музыкальная академия Украины) по специальности композиция по классу проф. Б. Н. Лятошинского и в 1975 году аспирантуру под руководством М. М. Скорика.
1968—1975 дирижёр Ансамбля песни и танца (Киев). 1989—2001 музыкальный директор международного фестиваля КиевМузикФест. Профессор Национальной музыкальной академии Украины, член Национальной комиссии по вопросам культуры при ЮНЕСКО.
Умер 20 января 2002 года. Похоронен в Киеве на Байковом кладбище.

## Творчество
Произведения раннего периода отличаются экспрессивностью музыкального языка и поиском индивидуального стиля, композитор свободно использует додекафонию. Преобладают камерные произведения.
В 70-80-х годах определилось тяготение композитора к масштабным музыкальным построениям, преобладают симфонические и вокально-симфонические жанры (Концерт для хора, солистов и симфонического оркестра «Сад божественных песен» на стихи Г. Сковороды, опера-оратория «Киевские фрески», три концерта для оркестра), характерна философская и гражданская тематика (темы Родины, памяти, нравственного долга). Стилистика композитора объединяет различные жанрово-стилевые пласты украинского фольклора (дума, протяжная песня, инструментальные наигрыши) и национального профессионального музыкального искусства (знаменный распев, кант, хоровая культура барокко, стилистика Б. Лятошинского) с достижениями классиков XX в. (Г. Малер, Д. Шостакович, Б. Барток, И. Стравинский) и новейшими стилевыми тенденциями, а также и массовыми жанрами.
В 1981 году стал лауреатом теле-фестиваля Песня-81.
Универсальность музыкального языка произведений следующего периода определилась синтезом различных элементов современных композиторских техник (пуантилизм, алеаторика, сонористика) в сочетании с новотональной и новомодальной звуковысотной организацией, пересечением различных стилевых тенденций (неоклассицизма, необарокко, неоимпрессионизма, джазовой лексики). В образной сфере усиливается трагическое начало и актуализируется тема покаяния (Концерт № 3 «Плач», Концерт-триптих для оркестра), по-новому зазвучала пантеистическая тема («Music from Waterside»).

## Память
29 августа 2010 года в городе Торецке, Донецкая область, на доме, в котором прошли ранние годы Ивана Фёдоровича и жила его мать, установлена мемориальная доска. Кроме того, в г. Торецк именем Ивана Карабица названа одна из центральных улиц. 
В 2014г. В г. Киев открыта музыкальная школа сценического воспитания им. Карабица ( Ул. Анны Ахматовой 30)

## Список произведений

### Для симфонического оркестра
- симфонии — № 1 «5 песен об Украине» (1974), № 2 (1977),
- концерты для оркестра — № 1 (1981), № 2 (1986), № 3 (1989)
- «Посвящена Октябрю» (симфоническая прелюдия, 1977)
- Триумфальная увертюра (1980)
- балет «Героическая симфония» (1982)

### Для хора (голоса) и симфонического оркестра
- «Сад божественных песен» на стихи Г. Сковороды для хора, солистов и симф. оркестра (1971)
- «Vivere memento» («Помни жить») на стихи Франко для баса и симфонического оркестра (1970)
- «Мой родной Донбасс» (1980)
- "Киевские фрески "опера-оратория на стихи Б. Олийныка для солистов, хора и симф. оркестра
- «Молитва Екатерины» на стихи К. Мотрич для чтицы, детского хора и симф. оркестра (1993)
- «Юбилейная кантата» на стихи М. Руденко для солистов, хора и симф. оркестра.

### Для инструментов и симфонического оркестра
- концерты для фортепиано с оркестром — № 1 (1968), № 2 (1971), № 3 «Плач» (2000)
- 5 музыкальных моментов для фортепиано с оркестром (1999)
- концерт для виолончели с оркестром (1968)

### Для эстрадного оркестра
- Квинтет (1966)
- Украинский сувенир (1980)
- «Праздничный Киев» (1980)
- «Симфония труда» (1981)

### Для камерного оркестра
- Симфониетта для струнных (1967)
- Симфония № 3 для струнных
- Концертино для камерного оркестра (1970)
- Концерт-триптих для струнных (1996)
- Вио-серенада (2000) для струнного оркестра.

### Для голоса и инструментов
- «Три украинские песни» для хора и фортепиано (1969)
- «Пастели» вокальный цикл на слова П. Г. Тычины для сопрано и ф-но (1970)
- «Из песен Хиросимы» цикл на стихи Э. Ёнэды для сопрано и флейты
- «Повести» вокальный цикл на тексты А. Кулич для баритону и ф-но (1975)
- «С лирики М. Ф. Рыльского» цикл песен для меццо-сопрано и ф-но (1976)
- «На берегу вечности» цикл песен на стихи Б. Олийныка
- «Мать» цикл на стихи Б. Олийныка для голоса и фортепиано

### Камерные произведения
- Сонаты для виолончели и фортепиано — № 1 (1968), № 2 (1972)
- «Лирические сцены» для скрипки и фортепиано (1970)
- Концертная сюита для скрипки (1973)
- Струнный квартет (1973)
- Концертный дивертисмент для 6 исполнителей (1975)
- Экспромт для альта и фортепиано (1976)
- «Диско-хоровод» для кларнета и фортепиано (1981)
- Концертино для 9 исполнителей (1983)
- «О чём поет река?» для 7 исполнителей (1993)
- «Интродукция и коллизия» для 2 скрипок и фортепиано (1993)
- «Музыка из вотерсайду» для флейты, кларнета, скрипки, фортепиано и ударных (1994)

### Для инструментов соло
- Сонатина для фортепиано (1967)
- «Музыка» для скрипки соло (1972) 24 прелюдии для фортепиано (1976)
- «Вальс» для альта соло (1982)
- «Пять прелюдий»

### Фильмография

#### Фильмы
- 1969 — Улица тринадцати тополей
- 1969 — Комиссары
- 1974 — Земные и небесные приключения
- 1976 — Остров юности
- 1979 — Дачная поездка сержанта Цыбули
- 1982 — Житие святых сестёр
- 1982 — Без году неделя (т/ф)
- 1984 — Тепло студёной земли
- 1984 — Иванко и царь Поганин (т/ф)
- 1985 — Слушать в отсеках
- 1985 — Чудеса в Гарбузянах (т/ф)
- 1987 — Раненые камни (т/ф)
- 1988 — Дорога в ад
- 1991 — Из жития Остапа Вишни
- 1995 — Партитура на могильном камне
- 2001 — На поле крови. Акеисиата

#### Мультфильмы
- Была у слона мечта (1973)
- Петушок и солнышко (1974)
- Ниточка и Котёнок (1974)
- Папа, мама и золотая рыбка (1976)
- Кто в лесу хозяин? (1977)
- Каиновы слёзы (1981)
- Крылатый мастер (1981)
- Дождик, дождик, пуще! (1982)
- Журавушка (1982)
- Как было написано первое письмо (1984)
- Девочка и зайцы (1985)
- Жили-пили (1985)
- Разноцветная история (1986)
- Рождественская сказка (1993).

## Награды и премии
- Республиканская премия ЛКСМУ имени Николая Островского (1978)
- премия Ленинского комсомола (1981) — за ораторию «Заклинание огня» и 2-ю симфонию
- Лауреат всесоюзного композиторского конкурса
- заслуженный деятель искусств УССР (1974)
- народный артист УССР (1991)